# Любомирский, Себастьян
Себастьян Любомирский (ок. 1546 — 20 июля 1613) — государственный деятель Речи Посполитой, жупник краковский (1581—1592), бургграф краковский (1584), каштелян малогощский (1591), бечский (1598) и войницкий (1603), староста сандомирский, садецкий и спишский (с 1593 года). Граф Священной Римской империи (1595). Первый сенатор Речи Посполитой из рода Любомирских.

## Биография
Представитель польского магнатского рода Любомирских герба «Шренява». Сын польского дворянина Станислава Любомирского (ум. 1585) и Барбары Грушовской, племянник старосты саноцкого Себастьяна Любомирского (ум. 1558).
Породнился с многими влиятельными родами Речи Посполитой. В 1581—1592 годах Себастьян Любомирский носил звание жупника краковского, а в 1584 году был назначен бургграфом краковским. В 1591 году стал каштеляном малогощским и сенатором Речи Посполитой, в 1598 году получил должность каштеляна бечского. В 1603 году был назначен каштеляном войницким.
В 1593 году Себастьян Любомирский стал старостой спишским в Силезии. Также ему принадлежали староства сандомирское и садецкое. Получил в управление от короля солеварни, и на заработанные от этого промысла 85 тысяч злотых купил в 1593 году местечко Новы-Виснич у рода Кмитов. В 1595 году получил титул графа Священной Римской империи.

## Семья
Был женат дважды. Его первой женой была Анна Пеняжковна, от брака с которой он не имел детей. В 1581 году вторично женился на Анне Браницкой (1567—1639), дочери бургграфа краковского Григория Браницкого (ок. 1534—1595) и Катаржины Котвич. Дети:
- Станислав Любомирский (ок. 1583—1649), кравчий великий коронный (1619), подчаший великий коронный (1620), воевода русский (1628—1638) и краковский (1638—1649), староста спишский, сандомирский, садецкий и заторский
- Иоахим Любомирский (1588—1610), дворянин королевский, староста липницкий, добчицкий и тымбаркский
- Катаржина Любомирская (ум. 1611), жена с 1597 года каштеляна краковского, князя Януша Константиновича Острожского (1554—1620)
- София Любомирская (ок. 1585—1612), жена с 1602 года воеводы люблинского Николая Олесницкого (ок. 1558—1629)
- Барбара Любомирская (ум. 1667/1676), жена мечника великого коронного Яна Зебжидовского (1583—1641)
- Кристина Любомирская (ум. 1645), жена с 1619 года каштеляна краковского и гетмана великого коронного Станислава Конецпольского (1591—1646).